# Thecla macaria
Thecla macaria är en fjärilsart som beskrevs av William Swainson 1822/23. Thecla macaria ingår i släktet Thecla och familjen juvelvingar. Inga underarter finns listade i Catalogue of Life.